# Željko Buvač
Željko Buvač  (serbisch-kyrillisch Жељко Бувач; * 13. September 1961 in Omarska, SFR Jugoslawien, heute Republika Srpska, Bosnien und Herzegowina) ist ein ehemaliger bosnisch-herzegowinischer Fußballspieler und heutiger Trainer. Er ist bekannt als langjähriger Co-Trainer von Jürgen Klopp und assistierte diesem beim 1. FSV Mainz 05, bei Borussia Dortmund und zuletzt beim FC Liverpool.

## Karriere

### Als Spieler
Buvač spielte als Mittelfeldspieler von 1986 bis 1991 für den FK Borac Banja Luka, mit dem er 1988 den jugoslawischen Fußballpokal gewann und im folgenden Jahr in die 1. jugoslawische Fußballliga aufstieg. 1991 kam er nach Deutschland und spielte für die Zweitligisten FC Rot-Weiß Erfurt (1991/92) und 1. FSV Mainz 05 (1992 bis 1995) sowie für den damaligen Regionalligisten SC Neukirchen. In 112 Zweitligaspielen erzielte Buvač 20 Tore.

### Als Trainer und Funktionär
Nach dem Ende seiner aktiven Karriere war Buvač ab 1998 Cheftrainer des SC Neukirchen, bis ihn in der Sommerpause 2001 sein ehemaliger Mitspieler Jürgen Klopp, der bei Mainz 05 wenige Monate zuvor auf die Trainerbank gewechselt war, als Co-Trainer zurück nach Mainz holte. Zusammen mit Klopp wechselte er zur Saison 2008/09 zu Borussia Dortmund. In dieser Zeit gewann der BVB zwei deutsche Meisterschaften, den DFB-Pokal und stand in der Saison 2012/13 gegen den FC Bayern München im Finale der Champions League. Nach der Saison 2014/15 verließ Buvač gemeinsam mit dem zurückgetretenen Klopp den Verein. Anfang Oktober 2015 folgte er ihm als Co-Trainer zum FC Liverpool. Am 30. April 2018 veröffentlichte der Klub ein Statement, dass er sich aus persönlichen Gründen eine Auszeit bis zum Saisonende nehme. Im Januar 2019 beendete der FC Liverpool die Zusammenarbeit mit Buvač, nachdem dieser nicht mehr in seine Position zurückgekehrt war.
Seit Februar 2020 ist Buvač Sportdirektor bei Dynamo Moskau.

### Trivia
Am 13. August 2013 wurde Buvač als Trainer der Auswahlmannschaft der Republika Srpska vorgestellt, nachdem der bosnisch-herzegowinische Fußballverband NFSBIH deren Antrag zur Austragung von Freundschaftsspielen gegen FIFA-Mitglieder genehmigt hatte. Ende des Jahres sollte das erste Spiel gegen Serbien in Banja Luka stattfinden. Allerdings verbot die FIFA am 16. Dezember 2013 die Austragung des Spiels.

## Stimmen
„Zeljko ist ein Meister aller Trainingsformen, ich lerne jeden Tag von ihm. Meistens arbeiten wir telepathisch zusammen, da brauchen wir keine Leitung darüber hinaus.“ (Jürgen Klopp)
„In der Kabine ist sein Wort Gesetz.“ (Nuri Şahin)